# Sihote-Alin
Sihote-Alin (în rusă Сихотэ-Алинь) este un lanț muntos în estul Siberiei, cuprins între Marea Japoniei, râul Ussuri și cursul inferior al Amurului, orientat de la sud-vest spre nord-est, pe o lungime de 1.200 km. Altitudinea maximă este de 2.090 m, are o climă cu influențe musonice și păduri de conifere (în nord) și de foioase (în sud).

## Legături externe
- Sikhote-Alin pe site-ul UNESCO